# Olivia Parker
Pour les articles homonymes, voir Parker.
Olivia Parker est une photographe d'art américaine née en 1941 à Boston, dans le Massachusetts.
Elle est connue pour ses natures mortes aux compositions originales à la lumière parfaitement maîtrisée. Elle a été intronisée au temple de la renommée de la photographie internationale de Saint-Louis en 2019.

## Biographie
Olivia Parker est née en 1941 à Boston, dans le Massachusetts. Elle étudie l’histoire de l’art au Wellesley College dont elle sort diplômée en 1963 et commence une carrière d'artiste peintre.
En 1967, elle s’installe à Manchester avec son mari John et leur premier enfant. Elle trouve son inspiration dans ses promenades en bord de mer, ramassant des coquillages sur la plage, des plumes de mouettes ou encore du varech.
En 1973, elle se tourne vers la photographie en autodidacte et poursuit son œuvre autour des natures mortes, ajoutant ensuite des objets. Elle expérimente la technique du virage qui consiste à remplacer partiellement l'argent de l'image par un composé de préférence métallique afin de donner une couleur dominante à l'épreuve. Elle crée ainsi des compositions évocatrices et méditatives qui explorent des objets sur le point de se transformer. Elle intègre également un groupe de photographes très dynamique autour de l'appareil Polaroid 20x24 qui permet, par son format très grand, de réaliser des images très riches en détails.
En 1995, limitée dans ses mouvements par un accident de ski, elle se lance dans la photo numérique.
Dans un registre plus personnel, sa série Vanishing in Plain Sight (Disparaitre à la vue de tous) explore l'impact dévastateur de la maladie d'Alzheimer sur son mari, décédé en 2016.
En 2019, le Peabody Essex Museum lui consacre sa première grande rétrospective, Order of Imagination: The Photographs of Olivia Parker, exposant une centaine de photographies qui reflètent son large éventail créatif et sa curiosité inlassable. La même année, elle est intronisée au temple de la renommée de la photographie internationale de Saint Louis dans le Missouri,.
Quatre monographies lui sont consacrées : Signs of Life en 1978, Under the Looking Glass en 1983, Weighing The Planets en 1987 et Order of Imagination en 2019.
Ses photos sont répertoriées dans de nombreuses collections privées et exposées dans des musées importants dont l'Art Institute of Chicago, le Museum of Modern Art de New York, le Museum of Fine Arts de Boston et à la George Eastman House à Rochester,,,.

## Expositions majeures
- 2019 : Order of Imagination: The Photographs of Olivia Parker, rétrospective au Peabody Essex Museum[1]